# Once Upon a December
«Once Upon a December» (с англ. — «Однажды в декабре») ― песня из анимационного фильма студии Fox Animation 1997 года «Анастасия». Она была номинирована на премию «Золотой глобус» в категории «Лучшая песня».

## История
Вдовствующая императрица заказывает в подарок юной Анастасии музыкальную шкатулку, которая играет колыбельную, чтобы утешить её, пока бабушка в отъезде. Повторяющаяся мелодия служит повествовательным приемом в фильме, поскольку Аня помнит колыбельную, а ключи от ожерелья музыкальной шкатулки ― её единственная связь с забытым прошлым. Тема памяти ещё более усиливается благодаря композитору Дэвиду Ньюману, который постоянно использует мелодию на протяжении всей партитуры фильма.
Полную версию песни Аня исполняет после входа в ныне заброшенный Зимний дворец в Санкт-Петербурге. Подавленные воспоминания о её прошлом пробуждаются её неосознанным возвращением в дом своего детства, вызывая музыкальную последовательность сновидений, в которой дворец возвращается к своей былой славе и она вспоминает, как пела эту мелодию в детстве со своей бабушкой.

## Критика
Песня получила положительные отзывы критиков. Сайт DVDReview описывает песню как важный штрих в фильме. Многие сайты писали, что обе песни «Once Upon a December» и «Journey to the Past» одинаково важны . Однако, сайт FilmTracks пишет: «Once Upon a December» лучше рассказывает историю мультфильма. Появляясь в коротких вокальных репризах на протяжении всей партитуры, эта песня является связующим звеном между Аней и её бабушкой, а русская чувственность вальса гораздо интереснее, чем простая баллада. Сайт DarkRealmFox назвал песню волшебным музыкальным номером.